# Provincia di Poopó
La provincia di Poopó è una delle 16 province del dipartimento di Oruro nella Bolivia occidentale. Il capoluogo è la città di Poopó.
Al censimento del 2001 possedeva una popolazione di 14.984 abitanti.

## Geografia antropica

### Suddivisioni amministrative
La provincia è suddivisa in 3 comuni:
- Antequera
- Pazña
- Poopó